# シンディ・マーゴリス
シンディ・マーゴリス（Cindy Margolis）として知られるシンシア・ドーン・マーゴリス（Cynthia Dawn Margolis、1965年10月1日 – ）は、アメリカ合衆国のグラマースポークスモデル、女優。

## 生い立ち
カリフォルニア州ロサンゼルスで、父ウィリアム・C・マーゴリスと母カリン・O・（旧姓クレア）の娘として生まれる。プレイボーイ誌のインタビューによると、彼女の経歴はカリフォルニア州立大学ノースリッジ校のビジネスクラスのグリーティングカードプロジェクトにおける、ランジェリーを着た自らの写真と電話番号を記載したカードの制作から始まった。
マーゴリスはユダヤ人として育てられた。レストランチェーンジェリーズ・フェイマス・デリ経営者のガイ・スタークマンと結婚し、体外受精不妊治療後の2002年に息子ニコラス・アイザックを出産した。2005年には代理母出産により双子の娘サブリナとシエラが生まれた。夫とは2008年に別居した。

## 経歴

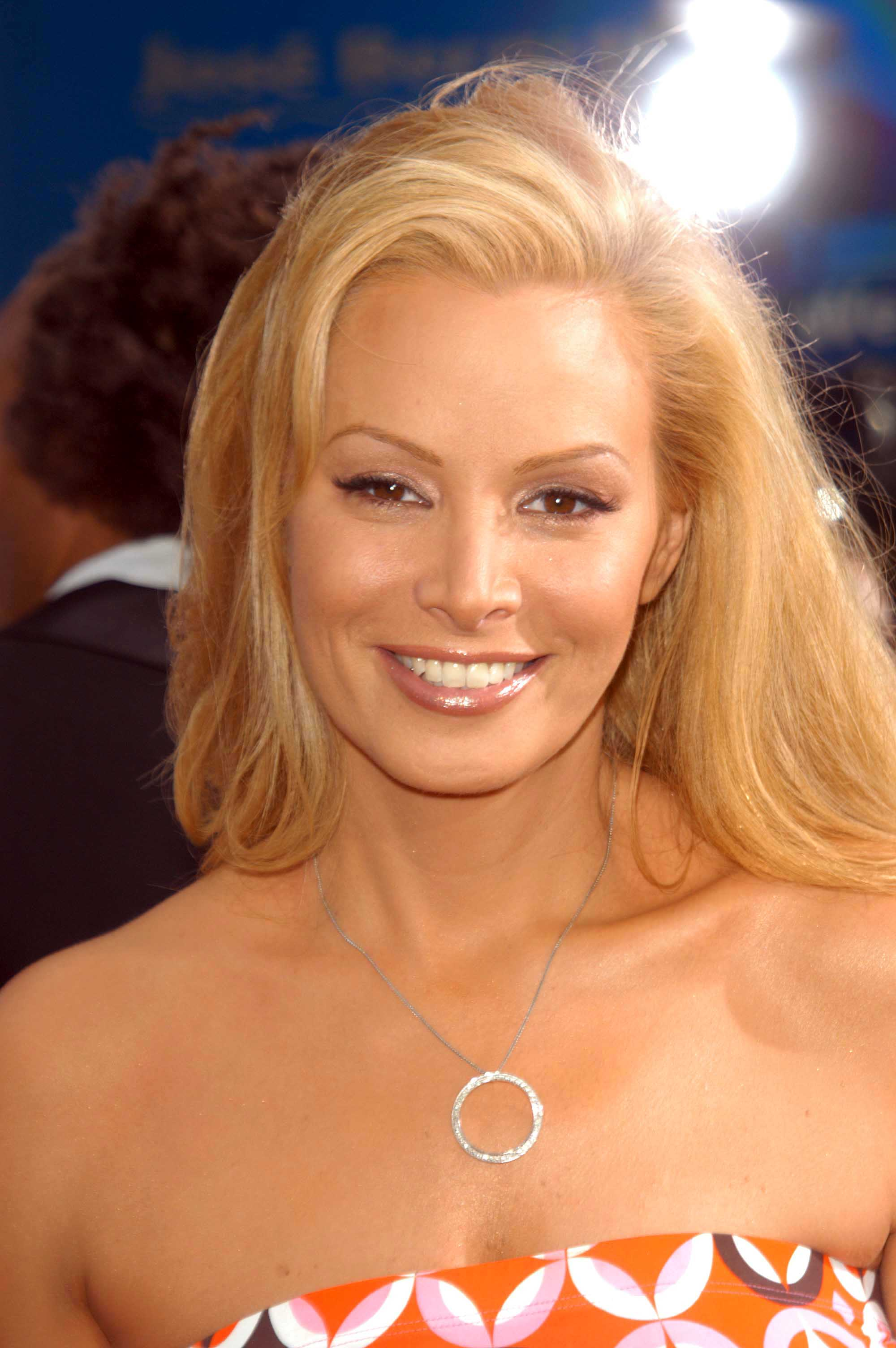
2003年

マーゴリスのモデルとしてのキャリアは、エージェントが前述のカードに載っている女性を探し求めたことから始まった。彼女はリーボック、ヴィダル・サスーン、クアーズ、フレデリックス・オブ・ハリウッド、ヘインズ、サンキストなどの企業の広告モデルを務めた。1986年のミス・マキタ電動工具として木工見本市にも出演した。
深夜テレビの視聴者の間ではトニー・ロビンズやドン・ラプレと共にインフォマーシャルのプレゼンターを務めたことで知られていた。また、1995年にはゲーム番組『ザ・プライス・イズ・ライト』にバーカーズ・ビューティーズの1人として短期間出演した。1997年の映画『オースティン・パワーズ』にもフェムボット役で出演。1999年9月16日、『WWEスマックダウン』に出演し、ジェフ・ジャレットから足4の字固めを受けた。2000年にはフロリダ州マイアミビーチで撮影される『シンディ・マーゴリス・ショー』という土曜日深夜のトーク番組を持った。
マーゴリスはインターネットの初期にスターとして登場した。1996年から1999年までYahoo!インターネット・ライフ・マガジンで「インターネットの女王」の称号を授けられた。1999年には「最もダウンロードされた」人物として2000年のギネス世界記録に登録もされた。人気のピーク時には、マーゴリスの画像は24時間で70,000回ダウンロードされた。
2005年11月、ワールド・ポーカー・ツアーと提携し、チップリーダーズの新しいホステスになった。2006年4月のワシントン・ポスト紙とのインタビューで、プレイボーイ誌2006年12月号のヌード写真撮影について、過去に何度もプレイボーイ誌のグラビアに登場したが、完全なヌードになったことは一度もなかったと語った。40歳になっても自分の美貌で母親や同年代の女性たちにインスピレーションを与えたいという思いを最終的にヌードになった理由として挙げた。「20歳のモデルたちと対抗して、彼女たちが私に勝るものは何もないことを示すのは楽しいでしょう!」とAP通信に語った。 EXTRA!のインタビューで、同世代の母親も健康でセクシーになり得ることを示したテレビ番組『デスパレートな妻たち』が彼女にとってインスピレーションになったとも語っている。販売された号の収益の一部は、マーゴリスが広報担当を務める慈善団体「リゾルブ」に寄付されることが約束された。この慈善団体は、不妊治療に対する保険会社の補償を充実させることを目的としている。

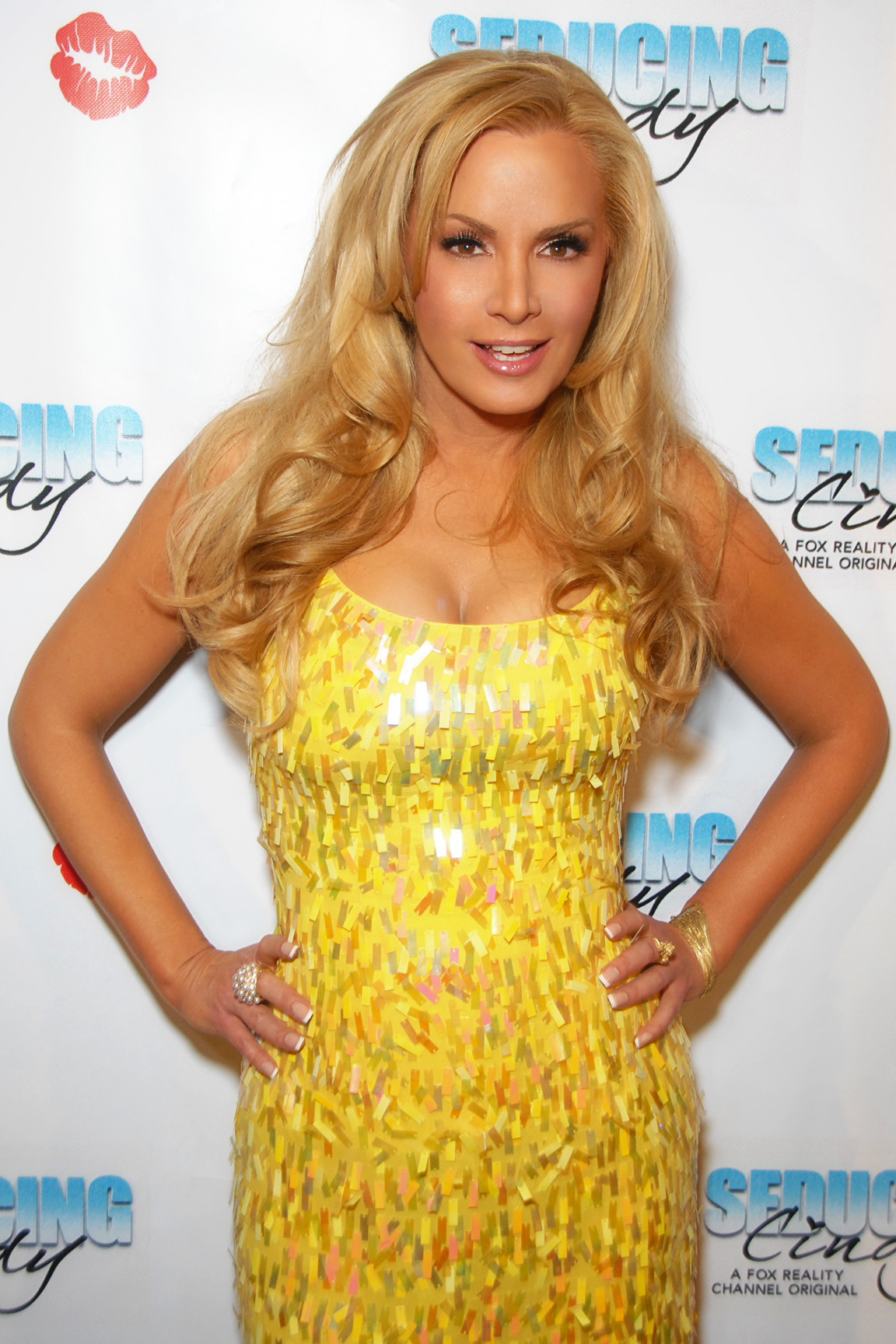
2010年、自身の『Seducing Cindy』の番宣

2008年7月号のプレイボーイ誌で2回目のヌードグラビアを飾る。この号の売上の一部は彼女の慈善団体である「Cindy Margolis Get a Download of This Fertility Fund」に寄付された。彼女は撮影したことを非常に誇りに思い、以下のように述べている。
| 「 | 私はすべての女の子の中で服を脱がないことで最も成功した究極の「ガール・ネクスト・ドア」です。 そして今、私の最高の成果はプレイボーイに出演し、ありのままの自分で快適に過ごすことです。 | 」 |

2006年、NBCの『Celebrity Cooking Showdown』で優勝。彼女は有名シェフのウルフギャング・パックとチームを組み、最初のラウンドと最終ラウンドの両方で優勝した。2008年、CBSの『Secret Talents of the Stars』でマジシャンとして出演する予定だったが、番組は1話だけで打ち切りとなり、その機会は得られなかった。その年の後半、フォックス・リアリティ・チャンネルの新番組『Seducing Cindy』の制作が始まった。18歳から49歳までの男性出場者がマーゴリスの愛情を勝ち取るために戦うリアリティ・デート番組である。番組は2010年1月30日に初放送された。

### ポーカー
プロアマ・イコライザー・ポーカー・トーナメントでアマチュアとして、同じくアマチュアのジェレミー・シスト、プロのハワード・レデラー、ジェニファー・ハーマン、フィル・ラーク、クリス・ファーガソンと対戦した。

## フィルモグラフィー
- 1997年: オースティン・パワーズ - フェムボット
- 1998年: Chairman of the Board - テニス・インストラクター
- 1999年: WWEスマックダウン - 本人
- 2000年: シンディ・マーゴリス・ショー（英語版） - 司会
- 2001年: アリー my Love - 本人役
- 2001年: マッドTV! - マクフーターズ・レストランのホステス（カメオ出演）
- 2002年: Dead Above Ground - カリ・マクルーア・マロリー
- 2003年: Sol Goode - アンジー
- 2010年: Seducing Cindy - リアリティ番組
- 2012年: Beverly Hills Nannies - リアリティ番組
- 2015年: Bad Publicity - シンディ・ホリデー
- 2015年: Isle of Legends - シンシア・ヘイル
- 2015年: シャークネード エクストリーム・ミッション - 本人役